# Granita

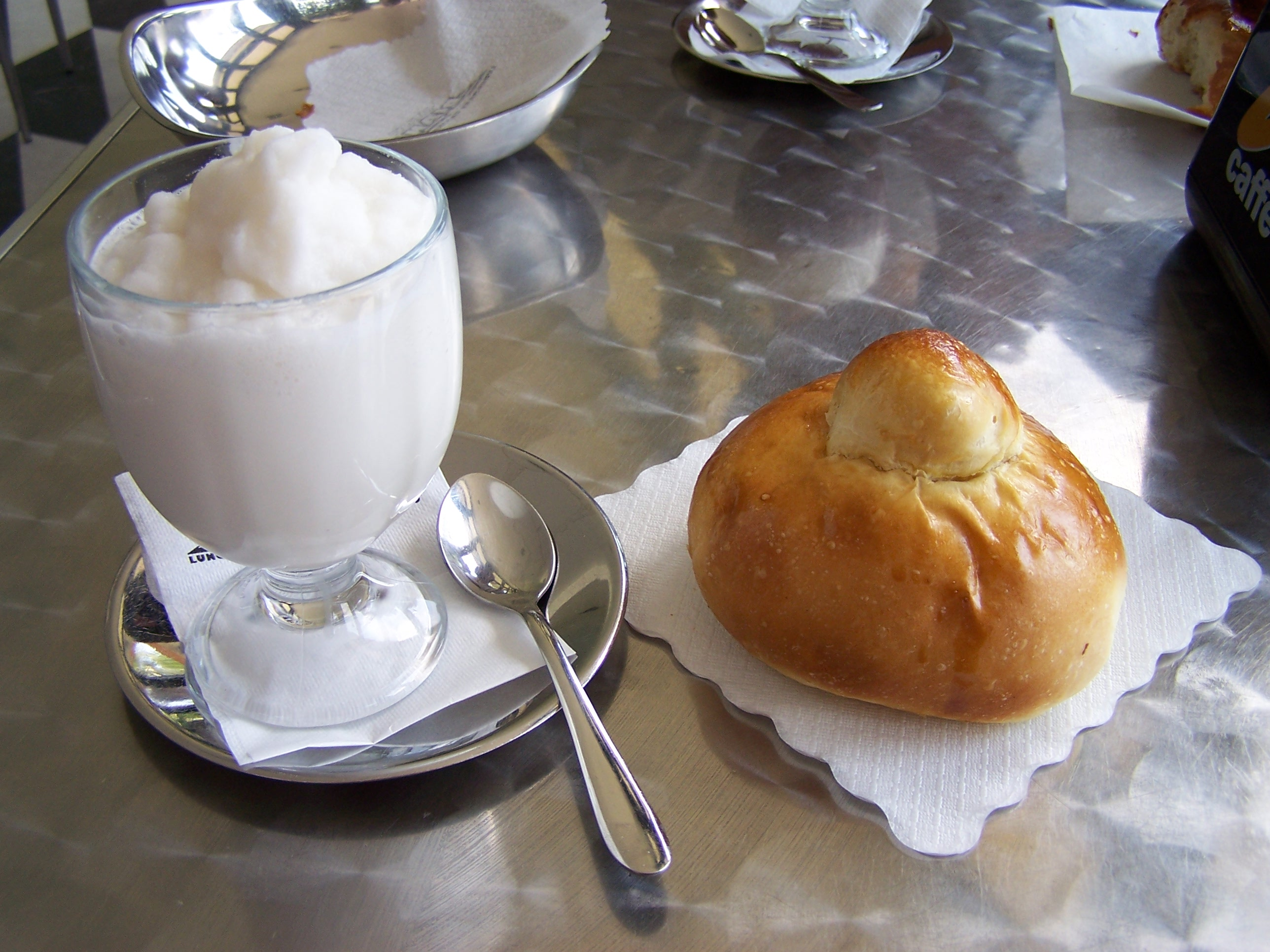
Migdałowa granita z brioche

Granita – tradycyjny sycylijski mrożony deser na bazie kawy lub soków owocowych (najczęściej z cytryny lub pomarańczy). Charakterystyczną cechą, odróżniającą go od sorbetu, jest ziarnista struktura lodu, której to zresztą zawdzięcza swoją nazwę – granire to po włosku „formować ziarna”. Tradycja przyrządzania granity zawędrowała do południowych Włoch razem z Arabami. Oryginalna sycylijska granita sporządzana jest z wody, soku z cytryny i cukru. Jedzona jest ze słodką bułeczką – briosi. Całość to po sycylijsku a granita ca’ briosi. Tradycyjnie do jej sporządzania wykorzystywano lód sprowadzany ze zboczy wulkanu Etna (lub pobliskich gór), pozyskiwany przez wyspecjalizowanych robotników – nevari.